# ایوان کیبوندو
ایوان کیبوندو (انگلیسی: Yvan Kibundu؛ زادهٔ ۲۶ مارس ۱۹۸۹) بازیکن فوتبال اهل فرانسه است.
از باشگاه‌هایی که در آن بازی کرده‌است می‌توان به باشگاه فوتبال لانس اشاره کرد.